# Magic Carpet 2
Magic Carpet 2: The Netherworlds ist ein Computerspiel aus dem Jahr 1995 und der Nachfolger zu Magic Carpet. Es wurde vom britischen Studio Bullfrog Productions entwickelt und über Electronic Arts für MS-DOS vermarktet.

## Handlung
Der Dämon Vissiluth versucht aus seinem Herrschaftsgebiet in der Niederwelt heraus, die Welten der Lebenden zu erobern. Die als Lehrling des Meisters bezeichnete Spielerfigur muss ihn in 25 Missionen versuchen aufzuhalten. Dabei erhält er immer wieder Tipps von seinem verstorbenen Meister Kefkar.
Überall im Spiel stößt der Spieler auf gegnerische Zauberer, die im Dienste von Vissiluth stehen. Sie stammen aus einer Stadt nahe Vissiluths Herrschaftssitzes. Nach der Auslöschung der gegnerischen Zauberer, erreicht der Lehrling über eine Untergrundpassage Vissiluths Zitadelle. Mit der Zerstörung der Zitadelle erscheint Vissiluth und stellt sich zum Zweikampf mit dem Spieler. Bleibt der Spieler siegreich, löst er damit einen Vulkanausbruch aus, der Mana in verschiedenen Farben auswirft.

## Spielprinzip
Während das grundlegende Spielkonzept von Magic Carpet beibehalten wurde, behob Magic Carpet 2 viele Designprobleme des Vorgängers. Nach wie vor geht der Spieler auf die Suche nach Mana, errichtet ein Schloss zum Schutz seiner Vorräte und bekämpft Kreaturen und rivalisierenden Zauberer, um in den Besitz ihres Manas zu gelangen.
Neu hinzugefügt wurden Nacht- und Untergrundlevels, die nicht nur den Eindruck der häufigen Wiederholungen im Vorgänger abmilderten, sondern auch den Handlungsfortschritt untermalten. Besonderheit der Untergrundlevels ist, dass es in ihnen keine rivalisierenden Zauberer gibt. Im Spiel verteilt finden sich zudem versteckte Zugänge zu Geheimleveln, in denen der Spieler mehr Zauber und Erfahrung sammeln kann.
Anders als der Vorgänger schreitet der Spieler nicht mehr nur durch das Ansammeln von Mana voran, sondern durch abwechslungsreichere Aufgabenziele wie das Erreichen von Checkpoints und die Zerstörung bestimmter Gebäude und Monster.
Der Mehrspielermodus unterstützte sowohl Spiele über Modem-, als auch LAN-Verbindung.

## Entwicklung
Anders als der Vorgänger wurde das Spiel nicht mehr auf Konsolen portiert. Es gab eine Ankündigung für eine Veröffentlichung auf der 3DO-Nachfolgekonsole Panasonic M2. Da die Entwicklung der Konsole jedoch eingestellt wurde, kam diese Version nie auf den Markt. 
Mit der Wiederveröffentlichung des Spiels 2013 über die Online-Distributionsplattform GOG.com wurde es in emulierter Form für Windows und Mac OS verfügbar.

## Rezeption
Ein Rezensent der Next Generation urteilte, dass sich Magic Carpet 2 trotz der Verbesserungen am Interface, den zusätzlichen Levelzielen, Modifikationen an der Game Engine und einer verbesserten Grafik genauso wie das ursprüngliche Magic Carpet spiele.

„Alle Achtung: So gut wie jede kleine Schwäche des Vorgängers […] wurde beseitigt […] Wenn Magic Carpet 2 trotz der neuen Grafiken und zahlreichen Detailverbesserungen eine etwas geringere Bewertung bekommt, als damals der erste Teil, dann liegt das einzig am unverändert gebliebenen Spielprinzip. Wo Teil 1 erfrischend originell und technisch beeindruckend war, bewegt sich der Nachfolger ein wenig ängstlich auf den vorgegebenen Flugbahnen.“